# جنوب لبنان

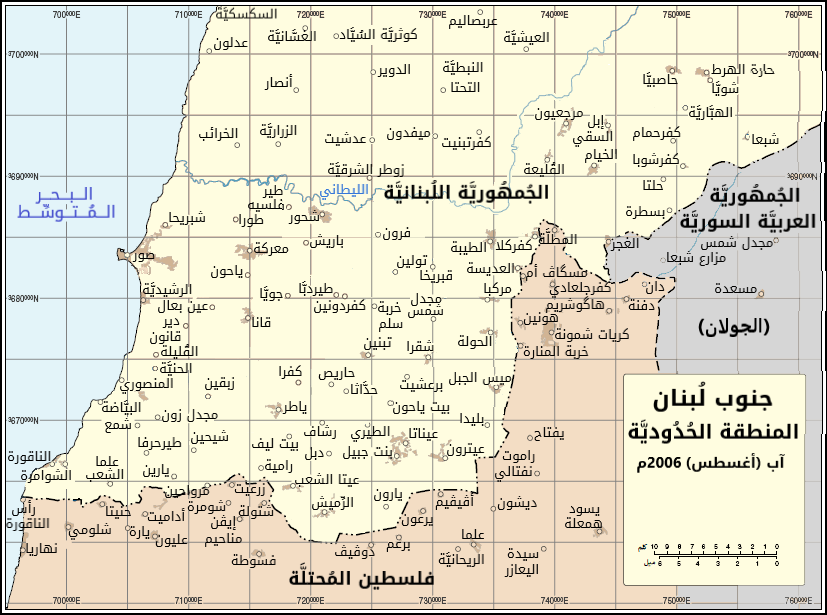
خريطة توضح منطقة جنوب لبنان

جنوب لبنان هو مساحة جغرافية في لبنان تشمل محافظتي الجنوب والنبطية، حدوده الغربية هي لساناً ساحلياً يمتد من مدينة صيدا شمالاً حتى مدينة الناقورة جنوباً، أما حدوده الشرقية هي سفوح جبل الشيخ على مثلث الحدود بين لبنان وسوريا وفلسطين المحتلة، ويحتل جنوب لبنان مكانا بارزا في الصراع اللبناني الإسرائيلي.

## مواقع بارزة
- نهر الليطاني وهو أطول الأنهر اللبنانية ينبع من غرب مدينة بعلبك في سهل البقاع, ويصب في البحر المتوسط شمال مدينة صور.
- نهر الوزاني وهو من الأنهر اللبنانية من روافد نهر الحاصباني، ويشكل الحدود الجغرافية بين جنوب لبنان ومنطقة الجولان السورية المحتلة، ويصب في بحيرة طبرية داخل فلسطين المحتلة.
- قلعة الشقيف وهي قلعة تاريخية تقع في الجنوب اللبناني، وتبعد بحوالي 1 كم عن قرية أرنون.
- 'الخط الأزرق' وهو الخط الفاصل التي رسمته الأمم المتحدة بين لبنان من جهة وإسرائيل وهضبة الجولان المحتلة من جهة أخرى في 7 يونيو 2000.
- معلم مليتا السياحي وهو موقع سياحي لبناني مقاوم يحاكي تجربة المقاومة في جنوب لبنان وفيه معالم كثيرة عن المقاومة في الجنوب.

## أهم مدن جنوب لبنان
- صيدا
- صور
- الناقورة
- جويا
- بنت جبيل
- النبطية
- تبنين
- جزين
- حاصبيا
- مرجعيون

## أعلام
- ميريام فارس
- ميليسا
- ديانا حداد
- فارس كرم
- ميريام كلينك
- كيرين تيندلر
- إيمانويل مورينو